# Гаджиева, Замира Ширали кызы
Замира Ширали кызы Гаджиева (азерб. Zamirə Şirəli qızı Hacıyeva, род. 18 июля 1963) — азербайджанская экспатриантка, проживающая в Лондоне. Замужем за Джахангиром Гаджиевым, бывшим председателем Международного банка Азербайджана, отбывающим тюремный срок за финансовые преступления. В 2018 году стала первым человеком, в отношении которого было применено Постановление о необъяснимом благосостоянии в соответствии с новым британским антикоррупционным законом.
В суде стало известно, что Гаджиева потратила 16,3 миллиона фунтов стерлингов в лондонском универмаге Harrods, а также совершила несколько других экстравагантных покупок на сумму в несколько миллионов фунтов стерлингов. Такие расходы, по мнению британских властей, не соответствуют официальной зарплате ее мужа. 30 октября 2018 года была арестована британской полицией по требованию правительства Азербайджана о выдаче.

## Биография
Замира Гаджиева родилась 18 июля 1963 года. От первого брака имеет дочь Лейлу. В 1997 году вышла замуж за Джахангира Гаджиева, который с 2001 по март 2015 года был председателем государственного Международного банка Азербайджана. В октябре 2016 года он был приговорен к 15 годам лишения свободы по обвинению в мошенничестве, растрате и незаконном присвоении государственных средств на сумму 2,2 миллиарда фунтов стерлингов. У пары есть два сына.

## Похищение
В феврале 2005 года Гаджиева была похищена при выходе из салона красоты в центре Баку. Азербайджанские СМИ и Би-би-си сообщали, что похищение было совершено сотрудником полиции Гаджи Мамедовым, оперативным сотрудником Министерства внутренних дел, и его телохранителем, которые входили в преступную группировку. Была освобождена в марте того же года в результате операции под кодовым названием «Черный пояс». В ходе судебного разбирательства Мамедов утверждал, что он действовал по приказу Закира Насирова, начальника Главного управления уголовного розыска МВД Азербайджана.

## Переезд в Британию
В 2006 году Гаджиева переехала в Великобританию и получила там вид на жительство по визе инвестора.  Впоследствии подала заявку на постоянное жительство. 
В 2016 году была заочно арестована азербайджанским судом в связи с деятельностью ее мужа. В начале ноября 2018 года Замира Гаджиева была арестована в Лондоне по требованию азербайджанских властей, считающих, что она хранит похищенные ее мужем деньги из Международного банка Азербайджана. Гаджиева была освобождена 8 ноября 2018 года Bысоким судом Лондона под залог В сентябре 2019 года на заседании в Вестминстерском суде магистратов в Лондоне было принято решение отказать в экстрадиции Замиры Гаджиевой в Азербайджан .

## Необъяснимый доход
С момента прибытия в Великобританию Гаджиева потратила значительные суммы, которые, по утверждению британских властей, не соответствуют официальной зарплате ее мужа. В 2018 году она стала первым человеком, попавшим под  Постановление о необъяснимом благосостоянии в соответствии с новым британским антикоррупционным законом.  
Гаджиеву обязали предоставить «ясный отчет» об источнике своих расходов, список которых включал: 
- В 2006–2016:  покупки на 16,3 миллиона фунтов стерлингов в элитном лондонском универмаге Harrods с использованием 54 различных кредитных карт [1] [3] [13]
- Покупка дома с пятью спальнями на Уолтон-стрит, Найтсбридж, рядом с Харродсом, за 11,5 млн. фунтов стерлингов у компании на Британских Виргинских островах в 2009 году
- Покупка гольф-клуба и загородного клуба Mill Ride площадью 170 акров в Аскоте, Беркшир за 10,5 миллионов фунтов стерлингов  [14]
- Затраты в 42 миллиона долларов на самолет Gulfstream G550

С 30 октября 2018 года Гаджиева находится под стражей, после того как британская полиция арестовала ее по требованию азербайджанских властей об экстрадиции в связи с двумя обвинениями в растрате . 
В ноябре 2018 года Национальное агентство по борьбе с преступностью конфисковало у Гаджиевой 49 ювелирных изделий на сумму около 400 000 фунтов стерлингов. В январе 2019 года у нее конфисковали кольцо с бриллиантом Cartier стоимостью около 1,2 миллиона фунтов стерлингов.

## Финансы старшей дочери
Старшая дочь Гаджиевой Лейла была зарегистрирована в судебных документах как имеющая портфель акций стоимостью 15 миллионов фунтов стерлингов. Она замужем за Анаром Махмудовым, сыном Эльдара Махмудова, бывшего министра безопасности Азербайджана .